# Olga (Washington)
Olga az Amerikai Egyesült Államok északnyugati részén, Washington állam San Juan megyéjében, az Orcas-szigeten elhelyezkedő önkormányzat nélküli település.
Az 1860-ban alapított település névadója John Ohlert üzlettulajdonos édesanyja. A postahivatal 1890-ben nyílt meg.

## Éghajlat
A település éghajlata mediterrán (a Köppen-skála szerint Csb).
| Hónap                                   | Jan.  | Feb.  | Már.  | Ápr. | Máj. | Jún. | Júl. | Aug. | Szep. | Okt. | Nov.  | Dec.  | Év    |
| --------------------------------------- | ----- | ----- | ----- | ---- | ---- | ---- | ---- | ---- | ----- | ---- | ----- | ----- | ----- |
| Rekord max. hőmérséklet (°C)            | 18,0  | 19,0  | 24,0  | 26,0 | 31,0 | 32,0 | 34,0 | 32,0 | 31,0  | 25,0 | 19,0  | 18,0  | 34,0  |
| Átlagos max. hőmérséklet (°C)           | 6,8   | 8,5   | 10,5  | 13,7 | 16,7 | 19,1 | 21,1 | 20,9 | 18,6  | 14,2 | 9,9   | 7,6   | 14,0  |
| Átlaghőmérséklet (°C)                   | 4,1   | 5,3   | 6,9   | 9,2  | 11,8 | 14,0 | 15,6 | 15,6 | 13,8  | 10,4 | 6,9   | 4,9   | 9,9   |
| Átlagos min. hőmérséklet (°C)           | 1,4   | 2,1   | 3,1   | 4,8  | 6,9  | 8,9  | 10,0 | 10,2 | 8,9   | 6,7  | 3,9   | 2,2   | 5,8   |
| Rekord min. hőmérséklet (°C)            | −22,0 | −20,0 | −12,0 | −2,0 | −1,0 | 3,0  | 4,0  | 3,0  | 0,0   | −3,0 | −16,0 | −17,0 | −22,0 |
| Átl. csapadékmennyiség (mm)             | 99    | 71    | 61    | 48   | 41   | 34   | 21   | 26   | 43    | 74   | 108   | 110   | 736   |
| Forrás: Western Regional Climate Center |       |       |       |      |      |      |      |      |       |      |       |       |       |

## Fordítás
- Ez a szócikk részben vagy egészben  az   Olga, Washington című angol Wikipédia-szócikk ezen változatának fordításán alapul.  Az eredeti cikk szerkesztőit annak laptörténete sorolja fel. Ez a jelzés csupán a megfogalmazás eredetét és a szerzői jogokat jelzi, nem szolgál a cikkben szereplő információk forrásmegjelöléseként.